# 赤星政尚
赤星政尚（1965年12月20日—），日本男性總編輯、作家及編劇。出身於福岡縣。從屬於有限公司。

## 概要
初期為日本德間書店的幼兒向電視雜誌《電視樂園》作為總編輯，然後投身於作家有關的活動。醉心於裝甲英雄和怪獸作品，曾主編《鐵之城－鐵甲萬能俠解體新書》和《Devil Man解體新書》等研究書。同一時期，亦開始為類似的動畫和特攝片親手寫劇本，於首次亮相。

## 書籍
- 大怪獸哥斯拉99之謎（大怪獣ゴジラ99の謎，二見書房，1993年）
- 超人怪獸99之謎（ウルトラ怪獣99の謎，二見書房，1993年）
- 超人力霸王吉田特攝99之謎（ウルトラマン特撮99の謎，二見書房，1994年）
- 懷舊TV動畫99之謎（懐かしのTVアニメ99の謎，二見書房，1994年）
- 懷舊TV動畫最佳集數99之謎 東映動畫篇（懐かしのTVアニメベストエピソード99〈東映動画編〉，二見書房，1995年）
- 不滅的超級機械人大全 鐵甲萬能俠、變形金剛、新機動戰記GUNDAM W徹底大研究（不滅のスーパーロボット大全 マジンガーZからトランスフォーマー、ガンダムWまで徹底大研究〉，二見書房，1998年）
- 鐵之城－鐵甲萬能俠解體新書（鉄の城―マジンガーZ解体新書，講談社，1998年）
- Devil Man解體新書（デビルマン解体新書，講談社，1999年）
- 幪面超人大研究（仮面ライダー大研究，二見書房，2000年）
- 龍之子ProductionInsiders（タツノコプロインサイダーズ，講談社，2002年）

## 劇本作品

### 動畫
- 女惡魔人（デビルマンレディー，1998年－1999年）
- The Big O（THE ビッグオー，1999年－2000年）
- （2001年）
- 破壞魔定光（破壊魔定光，2001年）系列構成
- （2002年－2003年）
- 決鬥大師Charge（デュエル・マスターズ チャージ，2002年－2003年）
- 爆裂天使（爆裂天使，2004年）
- 索斯機械獸V（ゾイドジェネシス，2005年－2006年）
- （2006年）
- 奏光之Strain（奏光のストレイン，2006年）系列構成
- 天翔少女（スカイガールズ，2007年）
- 絕對可愛CHILDREN（絶対可憐チルドレン，2008年）
- 一騎當千 Great Guardians（一騎当千 Great Guardians，2008年） 系列構成
- 魔法禁書目錄（とある魔術の禁書目録，2008年）系列構成
- VIPER'S CREED（2009年）系列構成
- 信蜂（2009年）
- 最後大魔王（いちばんうしろの大魔王，2010年）
- 魔法禁書目錄Ⅱ（とある魔術の禁書目録II，2010年）系列構成
- 信蜂 REVERSE（テガミバチ REVERSE，2010年－2011年）系列構成
- 結界女王（フリージング，2011年）系列構成
- 聖靈家族（アルカナ・ファミリア -La storia della Arcana Famiglia-，2012年）系列構成

- 結界女王 第二季（フリージング ヴァイブレーション，2013年）系列構成
- 未來卡 搭檔對戰（フューチャーカード バディファイト，2014年－2015年）系列構成
- 靈裝戰士（ガイストクラッシャー，2014年）
- 巴哈姆特之怒 GENESIS（神撃のバハムート GENESIS，2014年）
- 未來卡 搭檔對戰100（フューチャーカード バディファイト100，2015年－2016年）系列構成
- 未來卡 搭檔對戰DDD（フューチャーカード バディファイトDDD，2016年－）系列構成
- 卡片鬥爭!! 先導者 (2018年版)（2018－2020年）系列構成
- 新幹線戰士Z（新幹線変形ロボ シンカリオンＺ，2021年）系列構成

### 特攝片集
- 百獸戰隊牙吠連者（百獣戦隊ガオレンジャー，2001年－2002年）
- 百獸戰隊 VS 超級戰隊（百獣戦隊ガオレンジャーVSスーパー戦隊，2001年）
- 超人力霸王納克斯（ウルトラマンネクサス，2004年－2005年）
- 超人力霸王梅比斯（ウルトラマンメビウス，2006年－2007年）系列構成
- （2007年－2008年）
- 戰國★男士（日语：戦国★男士）（2011年）
- 超人銀河（ウルトラマンギンガ，2013年）
- 超人銀河劇場Special 超極怪獸☆英雄大亂戰（ウルトラマンギンガ 劇場スペシャル ウルトラ怪獣☆ヒーロー大乱戦!，2014年） 劇本